# Кряж (Вологодская область)
Кряж — деревня в Кичменгско-Городецком районе Вологодской области.
Входит в состав Городецкого сельского поселения (с 1 января 2006 года по 1 апреля 2013 года входила в Трофимовское сельское поселение), с точки зрения административно-территориального деления — в Трофимовский сельсовет.
Расстояние до районного центра Кичменгского Городка по автодороге составляет 63 км. Ближайшие населённые пункты — Светица, Сирино, Петраково, Селиваново, Омут, Подол.
Население по данным переписи 2002 года — 21 человек (10 мужчин, 11 женщин). Преобладающая национальность — русские (95 %).